# يوهانا بيرسون
يوهانا بيرسون (بالسويدية: Johanna Persson)‏ هي لاعبة كرة الريشة سويدية، ولدت في 25 ديسمبر 1978 في داندريد ‏ في السويد.

## وصلات خارجية
- يوهانا بيرسون على موقع BWF.tournamentsoftware.com (الإنجليزية)
- يوهانا بيرسون على موقع BWFbadminton.com (الإنجليزية)
- يوهانا بيرسون على موقع اللجنة الأولمبية الدولية (الإنجليزية)
- يوهانا بيرسون على موقع أوليمبيديا (الإنجليزية)
- يوهانا بيرسون على موقع اللجنة الأولمبية السويدية (السويدية)